# Pavone Canavese
Pavone Canavese és un comune (municipi) de la ciutat metropolitana de Torí, a la regió italiana del Piemont, situat a uns 45 quilòmetres al nord-est de Torí. A 1 de gener de 2019 la seva població era de 3.848 habitants.
Pavone Canavese limita amb els següents municipis: Ivrea, Banchette, Samone, Colleretto Giacosa, Romano Canavese, Perosa Canavese i San Martino Canavese.